# Costa Barros
Costa Barros es un barrio de la zona norte de la ciudad de Río de Janeiro, Brasil. Limita con los barrios Pavuna, Anchieta, Guadalupe y Barros Filho. Su IDH en el año 2000 era de 0,713, ocupando el puesto 125º entre 126 barrios analizados en el municipio de Río de Janeiro, sólo superando al Complejo de Alemão.